# Spontankauf

Warensortiment im Warteschlangenbereich eines Supermarkts (2007)

Der Spontankauf (auch Impuls- oder Reizkauf) ist ein Kaufverhalten für einen ursprünglich nicht beabsichtigten Kauf einer Ware unter der unmittelbaren Wirkung von Kaufanreizen.

## Allgemeines
Völlig ungeplant ist ein Spontankauf jedoch nicht. „Jeder Kauf ist geplant, auch der Impulskauf. Bei ihm ist lediglich der Planungszeitraum auf ein Minimum geschrumpft, mitunter auf Sekundenbruchteile.“ Jedoch kann auch ein geplanter Kauf ein Impulskauf sein, wenn impulsiv entschieden wird, der Kauf selbst aber geplant war. Spontankauf ist eine impulsive Kaufentscheidung, die durch eine geringe gedankliche Steuerung, verbunden mit starken Reizen, emotionaler Aufladung oder affektivem Genuss gekennzeichnet ist.
Das Kaufverhalten läuft spontan oder impulsiv, einem plötzlichen Anreiz folgend, scheinbar unüberlegt, ab. Typisches Beispiel ist die Platzierung von Süßigkeiten, Tabak und Alkohol im Kassenbereich, mit der in einem Supermarkt 6–7 % des gesamten Umsatzes auf einem Prozent der Verkaufsfläche gemacht wird. Verbraucherschutz- und Suchthilfevereine kritisieren regelmäßig die negativen Auswirkungen auf die öffentliche Gesundheit.
Bei einem Spontankauf entfällt die Phase der Bedarfsermittlung, wodurch sich der Entscheidungsprozess stark verkürzt. Güter werden ohne Planungs- und Suchaufwand gekauft.
Produkte, die einen Spontankauf auslösen sollen, heißen Impulsware. Impulswaren sind, außer in Supermärkten, vor allem an Tankstellen und Kiosken zu finden, wo sich die Kundschaft meistens nur sehr kurz aufhält und daher schnell zur Kaufentscheidung angeregt werden soll. Je nach Produktkategorie machen Spontankäufe zwischen 40 und 80 % der gesamt getätigten Käufe aus.

## Spontankauf und Kaufentscheidung
Der Spontankauf ist eine der vier Arten der Kaufentscheidung. Diese impulsive Kaufentscheidung ist durch eine geringe gedankliche Steuerung, verbunden mit starken Reizen, emotionaler Aufladung oder affektivem Genuss gekennzeichnet.
Wesentlichster Teil des Kaufverhaltens von Verbrauchern ist ihre Kaufentscheidung. Die Art der Kaufentscheidung hängt allgemein von Kaufrisiko, Kaufhäufigkeit und externen Kaufanreizen ab. Bei hohem Kaufrisiko informieren sich die Verbraucher vorher über die Produktqualität und das Preis-Leistungs-Verhältnis. Ist dabei die Kaufhäufigkeit gering, gibt es eine extensive Kaufentscheidung, bei hoher Kaufhäufigkeit eine limitierte Kaufentscheidung. Ist das Kaufrisiko gering und es gibt keinen externen Anreiz, kommt es zur habitualisierten Kaufentscheidung, ein vorhandener externer Anreiz führt bei geringem Kaufrisiko zu einem Spontankauf. Ein externer Kaufanreiz besteht darin, dass von außen auf den Kunden einwirkende Reize (Grabbeltische, Lockvogelangebote, Rabatte, reizvolle Auslage, Zeitdruck oder das persönliche Ziel, sich Schnäppchen nicht entgehen zu lassen) die Kaufentscheidung beeinflussen. Begünstigt werden Spontankäufe zudem durch künstliche Knappheit („nur heute im Angebot“, „nur noch drei Stück vorhanden“), geschickte Platzierung (an der Kontaktstrecke) oder Sonderangebote.

## Kriterien
Der Impulskauf wird durch folgende Kriterien definiert:
- Die Kaufentscheidung wird spontan getroffen,
- Kaufpreis und Konsequenzen werden ignoriert,
- ein hedonistisches Verlangen nach Erfüllung durch Konsum geht mit dem Kauf einher.

Es erweist sich als relativ schwierig, einem Impulskauf zu widerstehen, da das starke hedonistische Verlangen nach dem Produkt während des Entscheidungsprozesses auftritt und diesen beeinflusst.

## Faktoren
Ein Impulskauf wird durch mehrere Faktoren beeinflusst bzw. begünstigt.

### Dispositionelle Faktoren
Dispositionelle Faktoren sind Persönlichkeitseigenschaften. Sie variieren von Person zu Person und geben an, wie anfällig eine Person für Impulskäufe ist (z. B. Ausmaß an Spontanität).

### Situative Faktoren
Situative Faktoren sind Einflüsse, die auf eine Person von außen einwirken und in der Regel nicht von ihr zu kontrollieren sind. Ein bestimmter Aufbau eines Geschäftes kann Impulskäufe fördern, z. B. wenn Impulsware an Orten, an denen viele Personen im jeweiligen Geschäft vorbeikommen, aufgestellt wird (etwa an der Kasse).

### Soziodemografische Faktoren
Soziodemografische Faktoren beschreiben Merkmale bestimmter Bevölkerungsgruppen. Häufig untersucht werden Geschlecht, Alter und Einkommen. So wurde z. B. beim Geschlecht ein leichter Zusammenhang mit Impulskaufverhalten festgestellt.

## Auslöser von Spontankäufen

### Regalhinweise
Schilder, die auf besondere Produktqualität aufmerksam machen, wirken sich förderlich auf das Impulskaufverhalten aus. So werden vor allem Erfolge bei Hinweisschildern, die auf Augenhöhe über Tiefkühltruhen angebracht sind, erzielt, da diese die Aufmerksamkeit auf das beworbene Produkt lenken, ohne einen Blick in die Tiefkühltruhe zu erfordern. Auch Deckendisplays können auf ein Produkt oder ein Angebot hinweisen und somit Spontankäufe begünstigen. Zusätzlich förderlich wirkt eine Kopplung mit einer Preisreduzierung des Produkts.

### Platzierung
Ein weiterer Anreiz entsteht durch das geschickte Anordnen geeigneter Waren: Da viele Menschen bei Süßigkeiten leicht „schwach“ werden, finden sich diese im Bereich der wahrscheinlichen Warteschlange nahe der Kasse, möglichst im unmittelbaren Blickfeld und in bequemer Griffhöhe und in Packungsgrößen, die es leicht machen sollen, „sich eine Kleinigkeit zu gönnen“. Der Käufer vermeidet Frustration dadurch, dass er noch kauft und eben nicht in der Warteschlange steht (Frustkauf). Waren, die Kleinkinder ansprechen, werden entsprechend tiefer auf die Augenhöhe eines Kindes im Kinderwagen ausgerichtet und als Quengelware (siehe auch Pester Power) bezeichnet.
Gleiches gilt prinzipiell für Zigaretten, Alkohol in Kleinstgebinden (Schnapsfläschchen) und Zeitschriften, deren Verkauf durch geschickte Platzierung gesteigert wird. Für letztere ist der Schuppungsgrad relevant: Die Kundschaft soll möglichst viel vom Titel sehen, das Verkaufspersonal andererseits will auf dem verfügbaren Platz möglichst viele Titel anbieten.

### Zweitplatzierung
Bei Produkten, die in einem Geschäft an zwei Standorten gleichzeitig angeboten werden (Zweitplatzierung), kommt es ebenfalls zur Begünstigung von Impulskäufen. So erzielen Produkte, die zusätzlich in einem mit dem Produkt assoziierten Sortiment angeboten werden, deutlich erhöhte Verkaufszahlen im Vergleich zur einfachen Platzierung. Zum Beispiel werden Batterien häufig ebenfalls bei den Elektrogeräten eines Geschäftes angeboten.

## Arten
Den Spontankauf schlechthin gibt es nicht, vielmehr wird unterschieden:
- Reiner Spontankauf: ist ein reizgesteuerter Kauf, der ein normales Verhaltensmuster durchbricht. Er kommt vor bei Gütern des täglichen Bedarfs wie Tiefkühlkost mit geringer Kauffrequenz.
- Erinnerungs-Spontankauf: Bei der Wahrnehmung von Reizen erinnert sich ein Konsument an eine vorherige Werbung oder frühere Kaufabsichten und kauft ein Produkt.
- Suggestiver Spontankauf: Ein erstmals wahrgenommenes Produkt spricht die Bedürfnisse eines Konsumenten so intensiv an, dass er unmittelbar und ohne weiteres Nachdenken kauft.
- Geplanter Spontankauf: Ein Konsument folgt zwar nach einem vorher festgelegten Einkaufsplan, stellt sich aber im Falle von Sonderangeboten darauf ein, weitere – nicht  vorgesehene – Käufe zu tätigen.

Noch mehr als beim Gewohnheitskauf trifft der Konsument die Produktwahl weitgehend automatisch unter geringer kognitiver Kontrolle.

## Forschungsbereiche
Mit der für das Handelsmanagement bedeutsamen Psychologie des Impulskaufs, d. h. mit den vielfältigen, alle Sinne ansprechenden Anreiztechniken, aber auch mit ihren ökonomischen, rechtlichen und ethischen Grenzen, befasst sich die Handelsbetriebslehre, vor allem ihr jüngster Zweig Handelspsychologie.

## Abgrenzung
Bei Dringlichkeitskäufen werden Waren in vorgesehenen und notfallartigen Situationen gekauft.